# Tverdîni, Lokaci
Tverdîni (în ucraineană Твердині) este un sat în comuna Kîsîlîn din raionul Lokaci, regiunea Volînia, Ucraina.

## Demografie
Componența lingvistică a localității Tverdîni
     Ucraineană (100%)
Conform recensământului din 2001, toată populația localității Tverdîni era vorbitoare de ucraineană (100%).